# Synaptospora petrakii
Synaptospora petrakii är en svampart som beskrevs av Cain 1957. Synaptospora petrakii ingår i släktet Synaptospora och familjen Coniochaetaceae.   Inga underarter finns listade i Catalogue of Life.